# 高松市図書館
高松市図書館（たかまつしとしょかん）は、香川県高松市の公共図書館の総称。高松市中央図書館と4分館（高松市夢みらい図書館、高松市牟礼図書館、高松市香川図書館、高松市国分寺図書館）5図書館でネットワークを構築しているほか、3台の移動図書館「ララ号」や46の図書館分室も併せて図書館サービスを行っている。2020年度（令和2年度）末時点の総蔵書数は1,351,507点、2020年度（令和2年度）の総貸出数は2,452,739点であり、市民1人あたりの貸出数は5.9点である。

## 歴史

### 番町時代（1949年～1972年）
1949年（昭和24年）5月に図書館の設立が認可され、6月1日に組織としての高松市図書館が設立された（開館式を挙行）。1950年（昭和25年）10月12日 - 高松市天神前16番地（現・番町1丁目）に高松市図書館が開館。1964年10月には移動図書館車を寄贈され、自動車文庫のサービスを開始している。高松市立中央駐車場を建設するため、1967年（昭和42年）10月には高松市庁舎4号館に仮移転した。1969年（昭和44年）10月には貸出方式を記帳式からブラウン方式に変更し、香川県内のどこかで交付された貸出カードが県内のあらゆる図書館で利用可能となった。

### 高松市民文化センター時代（1972年～1992年）

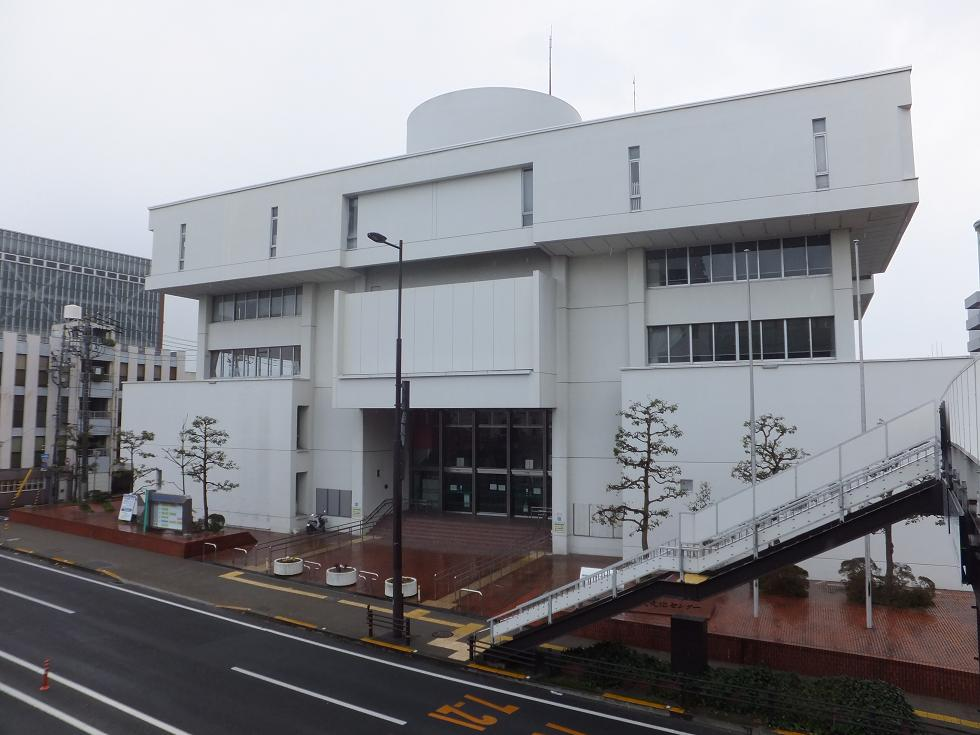
高松市民文化センター

1972年（昭和47年）7月20日には高松市松島町一丁目15番1号の高松市民文化センターが竣工し、7月21日には市民文化センター内に移転した。1979年（昭和54年）5月には「高松空襲戦災誌」編集室が設置され、1983年（昭和58年）4月には市制施行100周年記念事業「高松百年史」編集室が設置された。
1984年（昭和59年）以降には高松市立図書館協議会や高松市読書団体連絡協議会が新図書館建設の陳情を行い、1988年（昭和63年）7月には高松市立図書館（仮称）建設検討懇談会が設置されて新図書館の建設が検討された。1989年（平成元年）7月には新図書館の建設用地を取得し、1990年（平成2年）2月には菊池寛の遺族から遺品等の寄贈を受けている。1990年（平成2年）9月に新図書館の建設に着工し、1992年（平成4年）3月19日に竣工した。

### サンクリスタル高松時代（1992年～）
1992年（平成4年）11月3日、高松市昭和町一丁目2番20号の複合施設に新館が開館した。これにともない、本館は高松市立図書館から高松市図書館に改称し、旧図書館を高松市図書館松島分館とし、各閲覧所の名称を分室とした。1993年（平成5年）3月には、高松市図書館・菊池寛記念館・歴史資料館の3館からなる複合施設の愛称がサンクリスタル高松に決定した。1999年（平成11年）には創立50周年を迎え、同年12月には『高松市図書館50年史』を刊行した。2001年（平成13年）4月には公式サイトでオンライン蔵書検索サービス（OPAC）を開始し、2002年（平成14年）4月にはブックスタート事業を開始した。2004年（平成16年）の平成16年台風第16号では図書447冊と雑誌292冊が浸水被害を受けた。
2006年（平成18年）1月10日、高松市が木田郡庵治町、木田郡牟礼町、香川郡香川町、香川郡香南町、綾歌郡国分寺町を編入した。これに伴い、牟礼町図書館を高松市牟礼図書館に、香川町立図書館を高松市香川図書館に、国分寺町立図書館を高松市国分寺図書館に改称した。また、高松市図書館（本館）を高松市中央図書館に改称し、高松市図書館松島分館を高松市松島図書館に改称した。高松市南部地域における図書館サービスの拠点と位置付けて高松市役所香川支所東館を改修し、2007年（平成19年）4月28日には高松市香川図書館の新館が開館した。
2010年（平成22年）には高松市、木田郡三木町、綾歌郡綾川町、香川郡直島町（直島）、小豆郡土庄町（小豆島）、小豆郡小豆島町（小豆島）の1市6町による瀬戸・高松広域定住自立圏が発足し、高松市が中心市宣言を行っている。これに伴い、2010年（平成22年）4月には高松市図書館が直島町に対して移動図書館の巡回を開始した。2012年（平成24年）3月12日には高松市民文化センターを閉館させて松島図書館を廃止した。2016年（平成28年）10月21日、高松市常磐町一丁目3番地1の瓦町FLAGに分室である高松市中央図書館瓦町サテライトを開設した。2016年（平成28年）11月23日、高松市松島町一丁目15番1号の高松市こども未来館に高松市夢みらい図書館を開館させた。

## 各館

### 中央図書館
1992年（平成4年）、サンクリスタル高松の1階と2階に高松市図書館として開館した。現行館は3代目にあたる。2006年（平成18年）1月10日、高松市が香川町・牟礼町・庵治町・国分寺町を編入合併したのに伴い、高松市中央図書館に改称した。コトデン瓦町ビル（瓦町FLAG）8階（IKODE瓦町）に分室の高松市中央図書館瓦町サテライトがある。
- 駐車場 - 立体60台、平面29台分（歴史資料館・菊池寛記念館と共用）
- 最寄駅 - JR昭和町駅

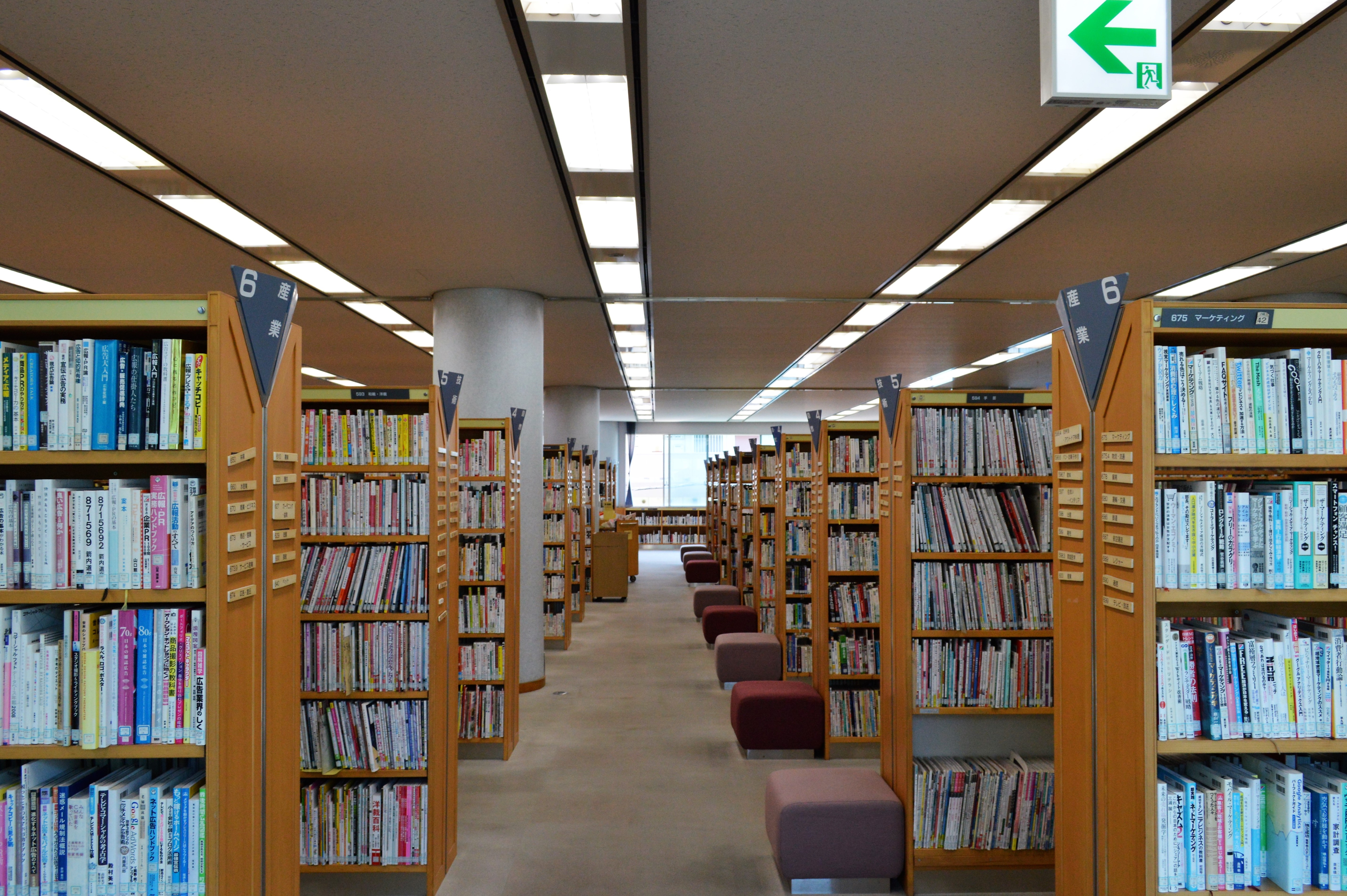
一般書
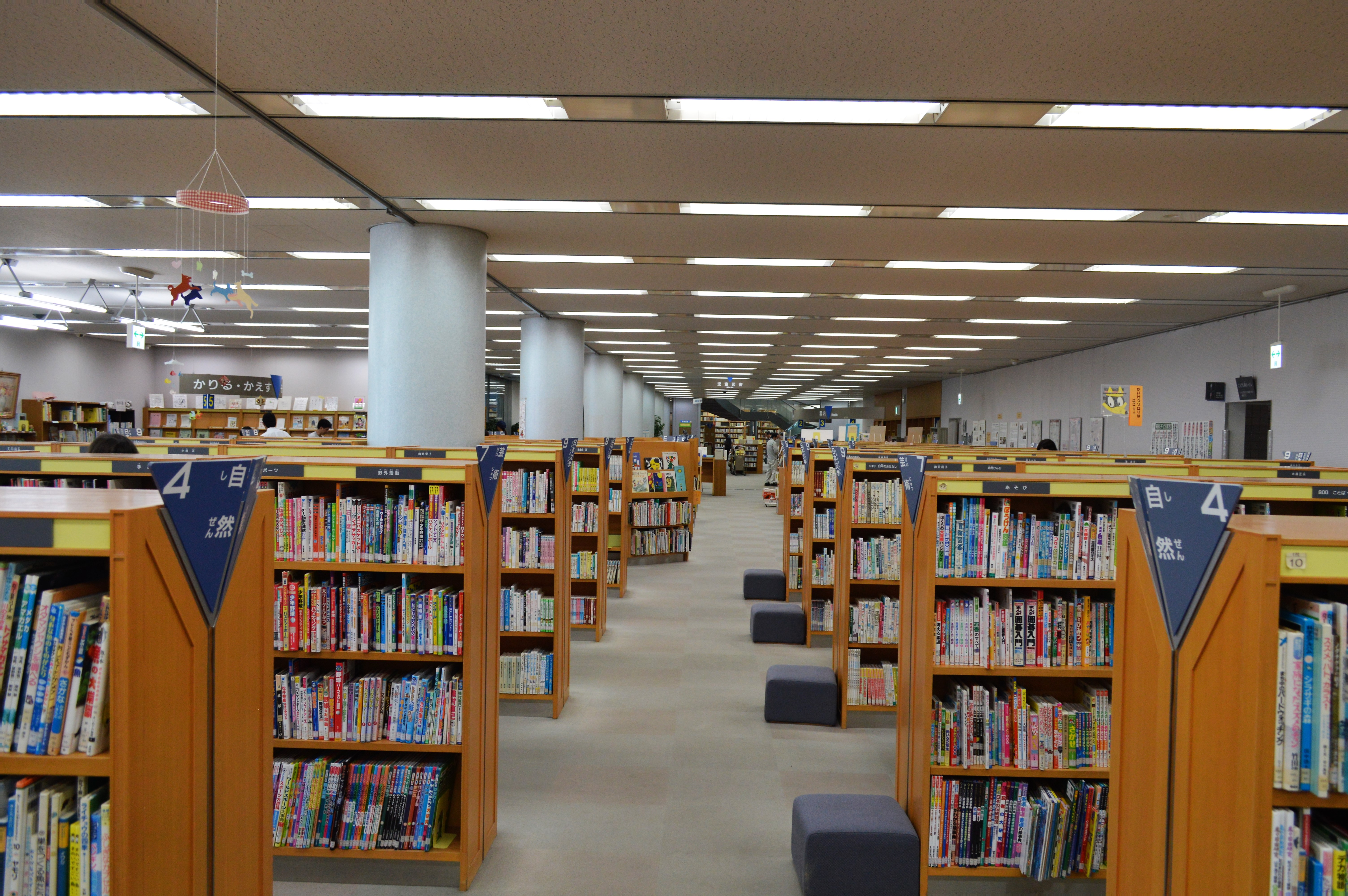
児童書
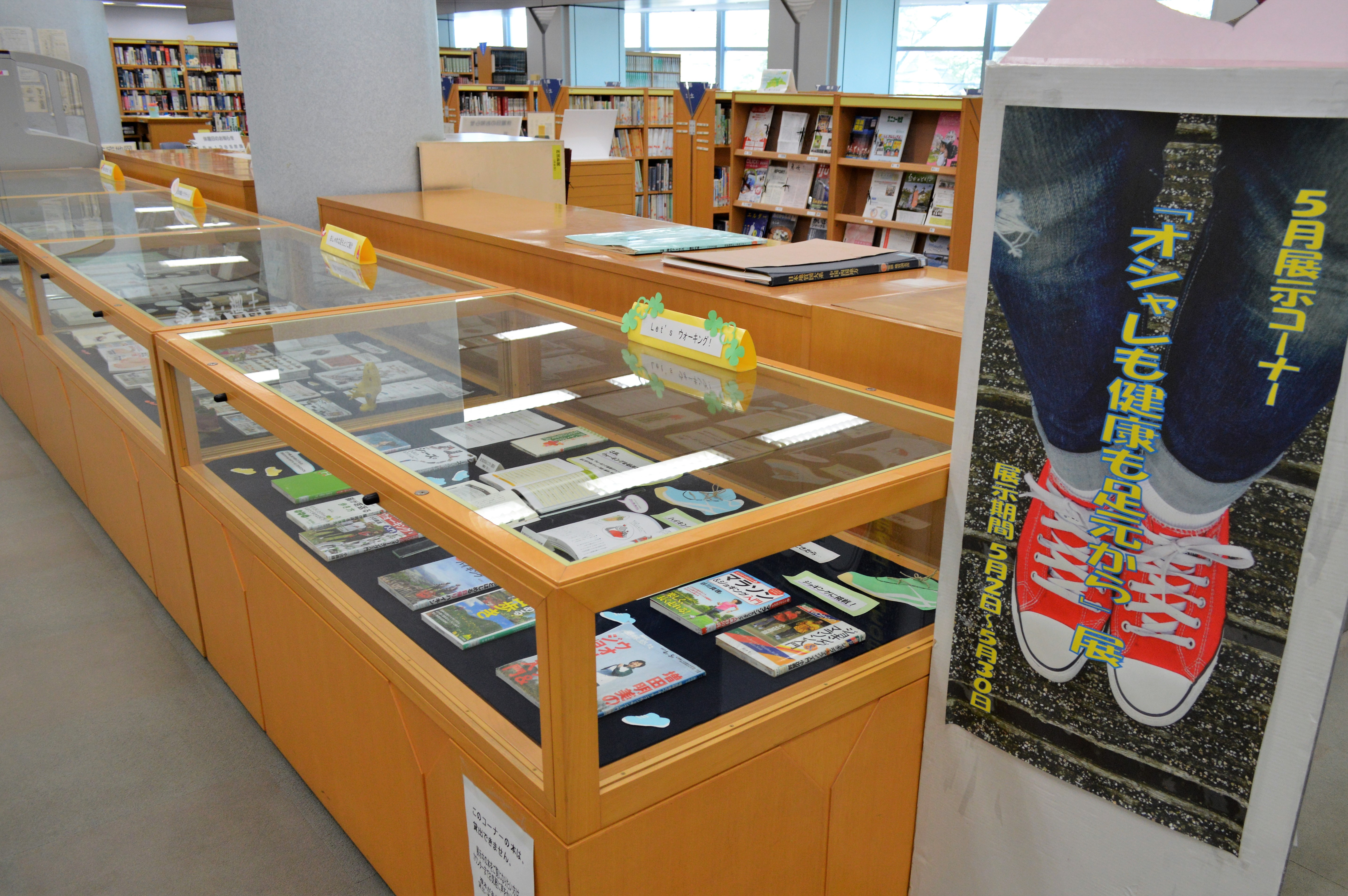
展示コーナー
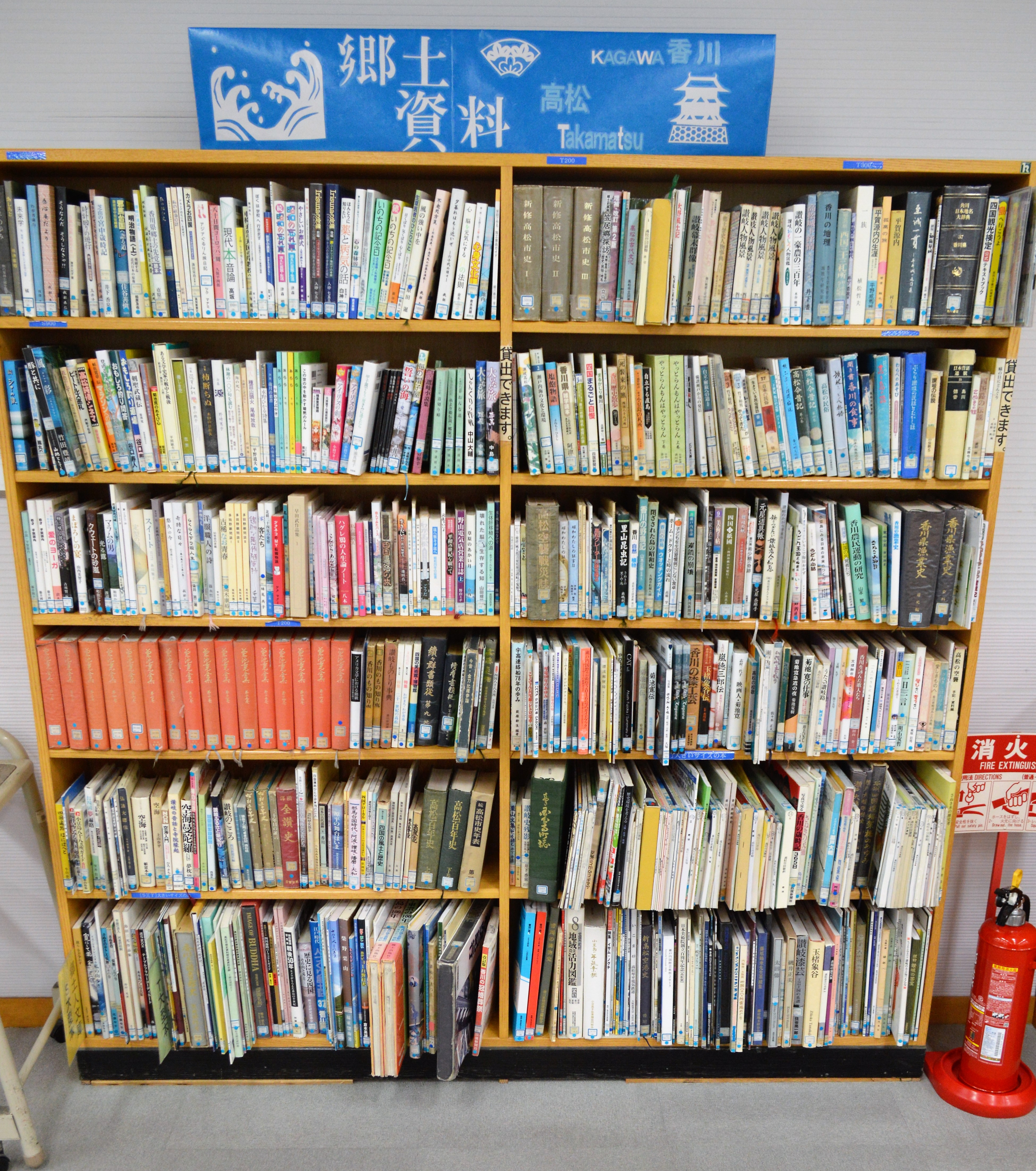
郷土資料コーナー

### 夢みらい図書館
高松市こども未来館（たかまつミライエ）内の2階にあり、2016年（平成28年）開館。この場所は高松市民文化センターの跡地であり、その2階に高松市松島図書館があった。松島図書館は1972年（昭和47年）に高松市図書館の新築移転時に開館し、1992年（平成4年）の本館移転後も唯一の分館として存在していた。その後2006年（平成18年）に松島図書館に改名したが、2012年（平成24年）に高松市民文化センターの閉館とともに廃止された。
- 駐車場 - 別館地下部分46台、別館周囲49台分
- 最寄駅 - 高松琴平電気鉄道志度線今橋駅

### 牟礼図書館
牟礼公民館内の1階と2階にあり、駐車場は公民館と共用。1981年（昭和56年）6月2日に牟礼町の牟礼町図書館として開館し、2006年（平成18年）1月10日に高松市牟礼図書館に改称した。
- 駐車場 - 牟礼公民館と共用
- 最寄駅 - 琴電大町駅

### 香川図書館
2007年4月、高松市役所香川支所の旧庁舎東館（鉄筋5階建て約3千平方メートル）を改装し開館した。旧庁舎外観を生かした「時計台のある図書館」である。
- 駐車場 - あり
- 最寄バス停 - ことでんバス日生ニュータウン線（35）・塩江線（51・53）「川東」、または香川町シャトルバス「香川支所前」

### 国分寺図書館
高松市役所国分寺支所隣にある。国分寺町の高松市への合併に伴い、2006年（平成18年）1月10日、国分寺町立図書館から高松市立国分寺図書館に改称した。
- 駐車場 - あり
- 最寄駅 - JR端岡駅

## 事件
2022年春以降、中央図書館（瓦町サテライトを含む）の蔵書が、大量に破られる被害が相次いでいる。中央図書館の調べでは、2023年10月までに約40件に及ぶ被害が確認されている模様で、主に宮部みゆき・東野圭吾・湊かなえらの小説の単行本や文庫本が被害に遭っており、推理小説の結末が読めなくなるケースも生じている。中央図書館は、異例の被害の多さを受け、香川県警察に器物損壊罪での被害届を提出することを検討している。